# Tadeusz Kalinowski (aktor)
Tadeusz Kalinowski (ur. 1 czerwca 1915 w Leibnitz, zm. 22 sierpnia 1969 w Lubniewicach) – polski piosenkarz i aktor.

## Życiorys

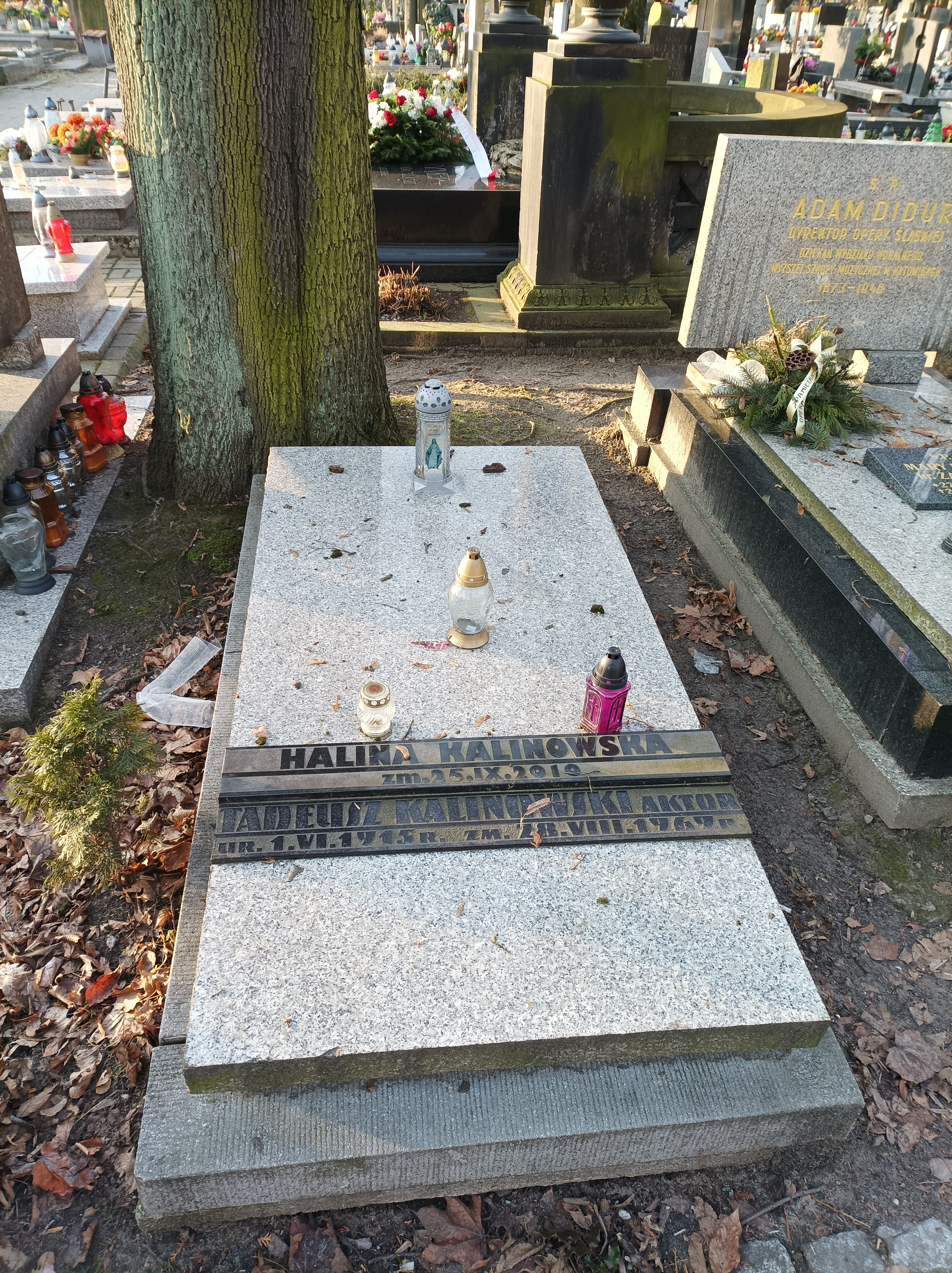
Grób Tadeusza Kalinowskiego na cmentarzu przy ul. Francuskiej w Katowicach

Urodził się w Leibnitz w Austrii. Uczęszczał do Konserwatorium Krakowskiego. W latach 1934–1939 występował jako piosenkarz. W 1939 roku walczył w czasie kampanii wrześniowej. II wojnę światową spędził w Krakowie i w Warszawie, uczestnicząc w konspiracyjnych koncertach. W sezonie 1946/1947 uczył się w Studium Dramatycznym przy Teatrze im. Wyspiańskiego w Katowicach, grając tam również epizodyczne role. W sezonie 1947/1948 był zatrudniony w Teatrze im. Żeromskiego w Kielcach, a w latach 1948–1951 w Teatrze im. Słowackiego w Krakowie. W 1951 zdał eksternistyczny egzamin aktorski. W latach 1952–1954 występował we wrocławskich Teatrach Dramatycznych, a od 1954 do 1958 roku w Teatrze Młodego Widza. Od 1958 do końca życia (z przerwą w latach 1962–1963, gdy był w Teatrze Zagłębia w Sosnowcu) grał w Teatrze im. Wyspiańskiego w Katowicach. Zmarł w następstwie zawału 22 sierpnia 1969 roku podczas urlopu.

## Filmografia
| Filmy |                         |                                                   |                          |
| Rok   | Tytuł                   | Rola                                              | Uwagi                    |
| 1953  | Piątka z ulicy Barskiej | robotnik                                          | niewymieniony w napisach |
| 1956  | Cień                    | sanitariusz w szpitalu w Jaworowie                |                          |
| 1957  | Pętla                   | refrenista ćwiczący w kawiarni                    | niewymieniony w napisach |
| 1958  | Popiół i diament        | Wejchert                                          |                          |
| 1961  | Złoto                   | podpity gość przy barze                           |                          |
| 1962  | Jak być kochaną         | aktor Peters                                      |                          |
| 1962  | Czerwone berety         | sierżant Feliks Kudaśko                           |                          |
| 1963  | Wiano                   | Wadera, prezes spółdzielni                        |                          |
| 1963  | Skąpani w ogniu         | sierżant Zubik                                    |                          |
| 1963  | Rozwodów nie będzie     | Kaliszewski, ojciec Joanny                        |                          |
| 1963  | Milczenie               | woźnica Wójcik                                    |                          |
| 1964  | Życie raz jeszcze       | pułkownik                                         |                          |
| 1964  | Pięciu                  | Wala                                              |                          |
| 1965  | Święta wojna            | dyrektor kopalni                                  |                          |
| 1965  | Sobótki                 | Świeca                                            |                          |
| 1965  | Gorąca linia            | Andrzej Zyms, sekretarz komitetu powiatowego PZPR |                          |
| 1966  | Bokser                  | Jan Zgoda, trener polskiej drużyny                |                          |
| 1967  | Morderca zostawia ślad  | major „Paweł”                                     |                          |
| 1968  | Wszystko na sprzedaż    | leśniczy                                          |                          |
| 1968  | Molo                    | Paweł                                             |                          |
| 1969  | Znicz olimpijski        | kapitan „Szarotka”                                |                          |
| 1969  | Sąsiedzi                | przodownik Rubach                                 |                          |
| 1969  | Rzeczpospolita babska   | generał                                           |                          |

| Produkcje telewizyjne |                          |                                                         | |
| Rok                   | Tytuł                    | Rola                                                    | Uwagi |
| 1959                  | Do ostatniego człowieka  | dowódca okrętu                                          | spektakl telewizyjny |
| 1960                  | Pensjonat Azyl           | Fidelo                                                  | spektakl telewizyjny |
| 1964                  | Odwety                   | Stefan Jagmin                                           | spektakl telewizyjny |
| 1965                  | Kłamstwo                 | Łukasz Garbek                                           | spektakl telewizyjny |
| 1965                  | Nad Odrą                 | Niemiec                                                 | film telewizyjny, z cyklu:„Dzień ostatni, dzień pierwszy” |
| 1966-1970             | Czterej pancerni i pies  | pułkownik, a później generał, dowódca brygady pancernej | serial telewizyjny, ostatnią część serii realizowano w 1970, już po śmierci aktora. Z tego względu w ostatnich odcinkach serialu głosu pułkownikowi użyczył Józef Nowak |
| 1968                  | Stawka większa niż życie | kreisleiter                                             | serial telewizyjny, odcinek: 3 |
| 1969                  | Skandal w Hellbergu      | major Bruno Trausen                                     | spektakl telewizyjny |

## Nagrody i odznaczenia
- 1960 – Nagroda I FPSW Wrocław, wyróżnienie za rolę Szatana i Doktora w „Kordianie” Słowackiego
- 1961 – Nagroda II FPSW Wrocław, nagroda Wydziału Kultury WRN w Opolu za interpretację roli Henryka II w sztuce Jeana Anoulha „Beckett, czyli honor Boga”
- 1962 – Nagroda III FPSW Wrocław, nagroda „Kuriera Polskiego” za najlepszą kreację aktorską: rolę Wotana w sztuce „Wyzwolenie Wotana” Tollera oraz Hrabiego w „Szachach” Grochowiaka
- 1963 – Nagroda FSRiR Katowice za rolę Pobiednosikowa w „Łaźni”
- 1967 – Nagroda I stopnia Ministra Obrony Narodowej
- 1969 – Nagroda Ministra Kultury i Sztuki II stopnia
- 1970 – Nagroda za pierwszoplanową rolę męską w filmie Sąsiedzi, nagroda przyznana także za „całokształt wybitnej pracy aktorskiej w odtwarzaniu wielu ról drugoplanowych”, Łagów (Lubuskie Lato Filmowe)

Źródło: Filmpolski.pl.